# Laelioproctis leucosphena
Laelioproctis leucosphena är en fjärilsart som beskrevs av Collenette 1939. Laelioproctis leucosphena ingår i släktet Laelioproctis och familjen tofsspinnare. Inga underarter finns listade i Catalogue of Life.